# 847
Раннє Середньовіччя •  Епоха вікінгів •  Золота доба ісламу •  Реконкіста

## Геополітична ситуація
У Східній Римській імперії триває правління Михаїла III. Каролінзька імперія розділена на три королівства: Західно-Франкське, Серединне та Східно-Франкське. Північ Італії належить Серединному королівству, Рим і Равенна під управлінням Папи Римського, герцогства на південь від Римської області незалежні, деякі області на півночі та на півдні належать Візантії. Піренейський півострів, окрім Королівства Астурія та Іспанської марки, займає Кордовський емірат. Вессекс підпорядкував собі більшу частину Англії, почалося вторгнення данів. Існують слов'янські держави: Перше Болгарське царство, Велика Моравія, Блатенське князівство.
Аббасидський халіфат очолив аль-Мутаваккіль. У Китаї править династія Тан. Велика частина Індії під контролем імперії Пала, почалося піднесення Пратіхари. В Японії триває період Хей'ан. Хозарський каганат підпорядкував собі кочові народи на великій степовій території між Азовським морем та Аралом. Територію на північ від Китаю захопили єнісейські киргизи.
На території лісостепової України в IX столітті літописці згадують слов'янські племена білих хорватів, бужан, волинян, деревлян, дулібів, полян, сіверян, тиверців, уличів. У Північному Причорномор'ї співіснують різні кочові племена, зокрема булгари, хозари, алани, тюрки, угри, кримські готи. Херсонес Таврійський належить Візантії.

## Події
- Аббасидський халіфат очолив аль-Мутаваккіль.
- Сарацини захопили Барі й утворили Барійський емірат, який існуватиме до 871 року.
- Людовик II Італійський зібрав у Павії франкське військо, щоб навести порядок на півдні Італії, але його похід був невдалим. Барі не вдалося відбити, ломбардські герцогства залишилися незалежними.
- Король Східного Франкського королівства Людовик II Німецький затвердив Прібіну герцогом Панноньської марки.
- Вікінги розбишакували в Бретані. Після трьох поразок поспіль герцог Номіное змушений заплатити їм данину, щоб лише забралися.
- Розпочався понтифікат Лева IV.
- Зник Уйгурський каганат.